# Władimir Winokur
Władimir Natanowicz Winokur, ros. Влади́мир Ната́нович Виноку́р (ur. 31 marca 1948 w Kursku) – radziecki i rosyjski aktor filmowy i głosowy oraz komik. Uhonorowany tytułem Zasłużonego Artysty Federacji Rosyjskiej w 1984 roku oraz Ludowego Artysty ZSRR w 1988 roku.

## Wybrana filmografia
- 1984: Wilk i cielątko